# Hemarthria compressa
Hemarthria compressa är en gräsart som först beskrevs av Carl von Linné d.y., och fick sitt nu gällande namn av Robert Brown. Hemarthria compressa ingår i släktet Hemarthria och familjen gräs. IUCN kategoriserar arten globalt som livskraftig. Inga underarter finns listade i Catalogue of Life.